# ¿Qué más pues?
«¿Qué más pues?» es una canción del cantante colombiano J Balvin y la cantante argentina María Becerra. Fue lanzada el 27 de mayo de 2021 a través de Universal Music Group y Universal Music Latin Entertainment.
Superó los 10 millones de reproducciones en Spotify y YouTube a los pocos días de su lanzamiento y debutó con el número 4 en la lista Billboard Argentina Hot 100, donde semanas después llegó al número 1.

## Antecedentes
La colaboración fue anunciada por ambos artistas y causó impacto entre la gente de Argentina ya que se anunció como una sorpresa. En entrevista con Los 40 Argentina, Becerra dijo sobre la canción:

"El día que lo anunciamos, la gente ya lo esperaba mucho (…) Sabía que era una colaboración largamente esperada. Nadie se lo imaginaba, pero de repente salió la noticia y todos estaban ahí esperando y, además, la canción es increíble. Los dos estamos fascinados con la canción, el video (…) sé que lo va a seguir rompiendo".

Apenas unas horas después de su lanzamiento, la canción se convirtió en tendencia alcanzando el primer puesto en varios países. Al mismo tiempo, J Balvin lanzó el #QueMasPuesChallenge que se volvió viral en TikTok.

## Vídeo musical
El video musical fue grabado en New York y lanzado el mismo día que se lanzó el sencillo a través del canal de J Balvin. El video alcanzó 5 millones de visitas en tan solo unas horas, alcanzando 1 en tendencias en Argentina, España, Colombia, entre otros países. El video fue dirigido por José Emilio Sagar y actualmente supera las 657 millones de visitas en YouTube.

## Posicionamiento en listas
| Lista (2021)                            | Mejor posición |
| --------------------------------------- | -------------- |
| Argentina (Argentina Hot 100)           | 1              |
| Argentina (Monitor Latino)              | 5              |
| Bolivia (Monitor Latino)                | 9              |
| Chile (Monitor Latino)                  | 12             |
| Colombia (National-Report)              | 10             |
| Colombia (Monitor Latino)               | 18             |
| Costa Rica (Monitor Latino)             | 13             |
| Ecuador (Monitor Latino)                | 10             |
| España (Top 100 Canciones)              | 2              |
| Estados Unidos (Bubbling Under Hot 100) | 23             |
| Estados Unidos (Hot Latin Songs)        | 15             |
| Global 200 (Billboard)                  | 17             |
| Guatemala (Monitor Latino)              | 17             |
| Honduras (Monitor Latino)               | 10             |
| Italia (FIMI)                           | 60             |
| México (AMPROFON Top Streaming)         | 4              |
| México (Mexico Airplay)                 | 27             |
| Panamá (Monitor Latino)                 | 18             |
| Paraguay (SGP)                          | 56             |
| Paraguay (Monitor Latino)               | 15             |
| Perú (Monitor Latino)                   | 3              |
| Portugal (AFP)                          | 48             |
| Suiza (Schweizer Hitparade)             | 54             |
| Uruguay (Monitor Latino)                | 4              |
| Venezuela (Monitor Latino)              | 7              |

## Certificaciones
| País      | Organismo certificador | Certificación       | Ventas certificadas | Ref.   |
| Ventas    | Ventas                 | Ventas              | Ventas              | Ventas |
| --------- | ---------------------- | ------------------- | ------------------- | ------ |
| Argentina | CAPIF                  | Platino             | 20 000              | [ 31 ] |
| España    | PROMUSICAE             | 5× Platino          | 200 000             | [ 32 ] |
| Italia    | FIMI                   | Oro                 | 35 000              | [ 33 ] |
| México    | AMPROFON               | Diamante+4x Platino | 1 260 000           | [ 34 ] |
| Portugal  | AFP                    | Oro                 | 5 000               | [ 35 ] |
| Streaming |                        |                     |                     |        |
| Chile     | IFPI                   | Oro                 | 9,600,000           | [ 36 ] |